# No Parlez
Albums de Paul Young
The Secret of Association (en)
(1985)
Singles
1. Iron Out the Rough Spots
Sortie : novembre 1982
2. Wherever I Lay My Hat
Sortie : février 1983
3. Love Will Tear Us Apart
Sortie : février 1983
4. Come Back and Stay
Sortie : mars 1983
5. Love of the Common People
Sortie : juillet 1983

No Parlez est le premier album musical de Paul Young, sorti en 1983. Il a été classé no 1 dans plusieurs pays en Europe, notamment au Royaume-Uni où il reste en tête des ventes pendant 5 semaines, totalisant 119 semaines de présence dans le Top 100 et obtenant une certification triple disque de platine. Il contient en particulier le tube Come Back and Stay.
Il a été réédité en 2008 à l'occasion du 25e anniversaire de sa sortie.

## Liste des titres

### Disque vinyle original
| 1. | Come Back and Stay                     | Jack Lee                                                    | 4:57 |
| 2. | Love Will Tear Us Apart                | - Ian Curtis - Peter Hook - Stephen Morris - Bernard Sumner | 5:01 |
| 3. | Wherever I Lay My Hat (That’s My Home) | - Marvin Gaye - Barrett Strong - Norman Whitfield           | 5:18 |
| 4. | Ku Ku Kurama                           | Steve Bolton                                                | 4:20 |
| 5. | No Parlez                              | Anthony Moore                                               | 4:54 |

| 6.  | Love of the Common People | - John Hurley - Ronnie Wilkins                   | 4:56 |
| 7.  | Oh Women                  | Jack Lee                                         | 3:34 |
| 8.  | Iron Out the Rough Spots  | - Steve Cropper - Booker T. Jones - David Porter | 4:47 |
| 9.  | Broken Man                | - Ian Kewley - Paul Young                        | 3:55 |
| 10. | Tender Trap               | - Ian Kewley - Paul Young                        | 4:31 |
| 11. | Sex                       | Jack Lee                                         | 4:49 |

### Disque CD original
Comme la cassette audio, le CD comporte une chanson supplémentaire tandis que plusieurs titres, notamment ceux sortis en singles, apparaissent en version longue
| No  | Titre                                                      | Auteur                                                      | Durée |
| --- | ---------------------------------------------------------- | ----------------------------------------------------------- | ----- |
| 1.  | Come Back and Stay (Scratch mix)                           | Jack Lee                                                    | 7:56  |
| 2.  | Love Will Tear Us Apart                                    | - Ian Curtis - Peter Hook - Stephen Morris - Bernard Sumner | 5:01  |
| 3.  | Wherever I Lay My Hat (That’s My Home) (Extended club mix) | - Marvin Gaye - Barrett Strong - Norman Whitfield           | 6:01  |
| 4.  | Ku Ku Kurama                                               | Steve Bolton                                                | 4:20  |
| 5.  | No Parlez                                                  | Anthony Moore                                               | 4:54  |
| 6.  | Behind Your Smile                                          | - Ian Kewley - Paul Young                                   | 4:08  |
| 7.  | Love of the Common People (Extended club mix)              | - John Hurley - Ronnie Wilkins                              | 5:51  |
| 8.  | Oh Women                                                   | Jack Lee                                                    | 3:34  |
| 9.  | Iron Out the Rough Spots (Extended club mix)               | - Steve Cropper - Booker T. Jones - David Porter            | 7:28  |
| 10. | Broken Man                                                 | - Ian Kewley - Paul Young                                   | 3:55  |
| 11. | Tender Trap                                                | - Ian Kewley - Paul Young                                   | 4:31  |
| 12. | Sex (Extended club mix)                                    | Jack Lee                                                    | 6:51  |

### Réédition 2 CD 2008
La réédition du 25e anniversaire en 2008 comprend deux CD. Le premier reprend la même liste de chansons que la version vinyle d'origine, toutefois les titres Come Back and Stay, Love Will Tear Us Apart et Love of the Common People y apparaissent dans leurs versions singles, plus courtes.
Le deuxième CD présente des versions longues, des démos et des faces B.
| 1.  | Come Back and Stay (Extended club mix)               | Jack Lee                                          | 7:34 |
| 2.  | Iron Out the Rough Spots (Extended club mix)         | - Steve Cropper - Booker T. Jones - David Porter  | 7:28 |
| 3.  | Love of the Common People (Extended mix)             | - John Hurley - Ronnie Wilkins                    | 5:51 |
| 4.  | Behind Your Smile                                    | - Ian Kewley - Paul Young                         | 4:10 |
| 5.  | I've Been Lonely for So Long                         | - Posie Knight - Jerry Weaver                     | 3:37 |
| 6.  | Yours (Extended club mix)                            | - Ian Kewley - Paul Young                         | 5:39 |
| 7.  | Sex (Demo)                                           | Jack Lee                                          | 3:49 |
| 8.  | Pale Shelter (en) (Demo, reprise de Tears for Fears) | Roland Orzabal                                    | 3:50 |
| 9.  | Better To Have and Don't Need (Live)                 | - Donald Covay - Erskin Watts                     | 5:57 |
| 10. | Wherever I Lay My Hat (That's My Home) (Live)        | - Marvin Gaye - Barrett Strong - Norman Whitfield | 5:59 |

## Classements hebdomadaires
| Classement (1983-1984)        | Meilleure place |
| ----------------------------- | --------------- |
| Allemagne (Media Control AG)  | 1               |
| Autriche (Ö3 Austria Top 40)  | 4               |
| Canada (RPM 100 Albums)       | 69              |
| États-Unis (Billboard 200)    | 79              |
| Norvège (VG-lista)            | 3               |
| Nouvelle-Zélande (RIANZ)      | 3               |
| Pays-Bas (Mega Album Top 100) | 1               |
| Royaume-Uni (UK Albums Chart) | 1               |
| Suède (Sverigetopplistan)     | 1               |
| Suisse (Schweizer Hitparade)  | 1               |

## Certifications
| Pays              | Certfications |
| ----------------- | ------------- |
| Allemagne (BVMI)  | Platine       |
| France (SNEP)     | 2 × Or        |
| Pays-Bas (NVPI)   | Platine       |
| Royaume-Uni (BPI) | 3 × Platine   |